# Покровка (Ключівський район)
Покро́вка (рос. Покровка) — село у складі Ключівського району Алтайського краю, Росія. Адміністративний центр та єдиний населений пункт Покровської сільської ради.

## Населення
Населення — 514 осіб (2010; 604 у 2002).
Національний склад (станом на 2002 рік):
- росіяни — 92 %